# ملعب أويتا

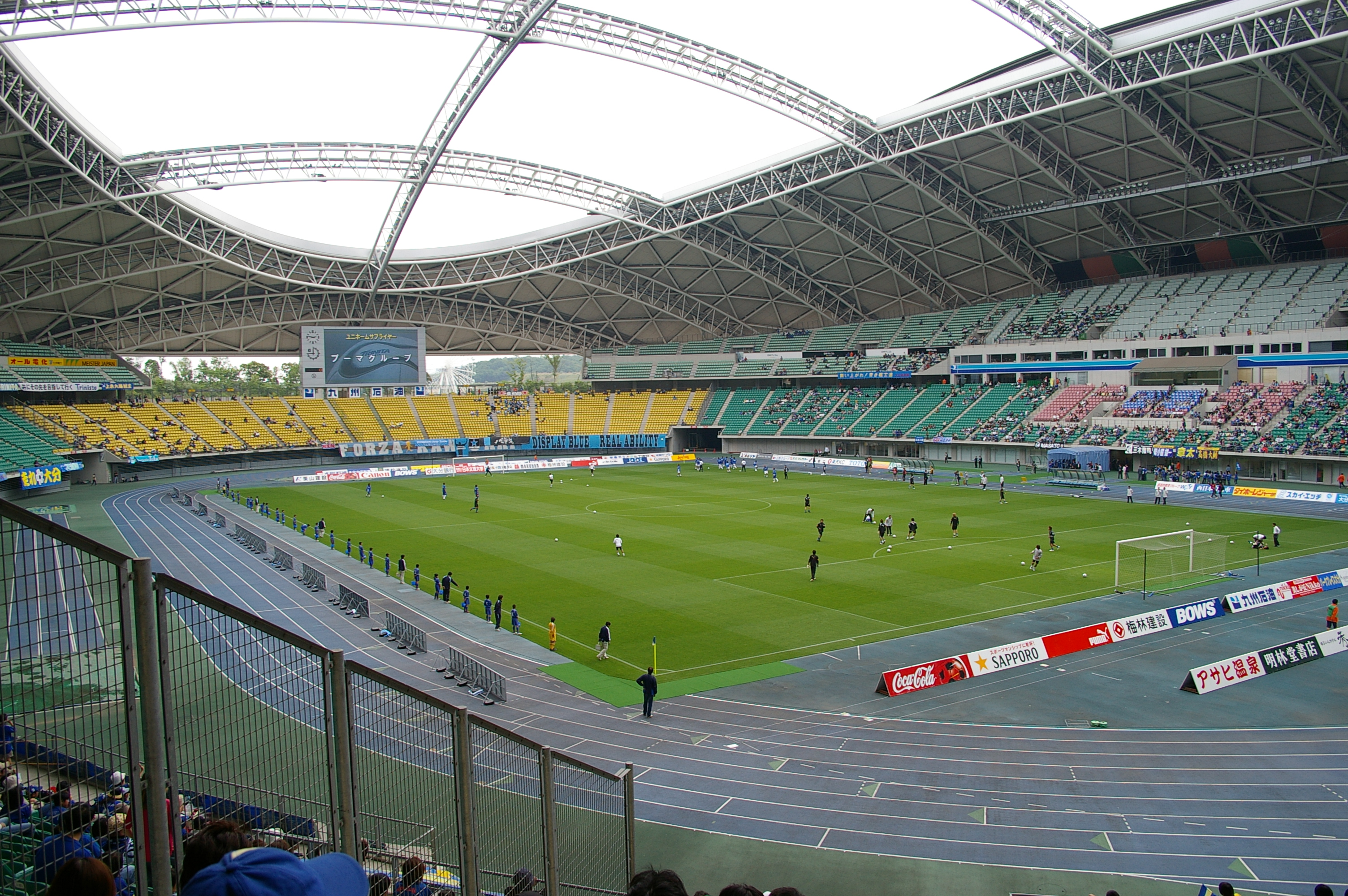
نظرة من داخل الملعب

ملعب أويتا (باليابانية: 大分スポーツ公園総合競技場) هو ملعب متعدد الاستخدام في مدينة أويتا، محافظة أويتا في جزيرة كيوشو اليابانية. يدعى الملعب في الوقت الحالي بقبة أويتا بانك لأسباب الرعاية. يلعب نادي أويتا ترينيتا وهو يلعب في الدرجة الثانية مبارياته المنزلية عليه. يتسع الملعب حالياً لجلوس 40,000 متفرج.
بدأ العمل في بناء الملعب عام 1998 وقد افتتح في مايو 2001 حيث كانت السعة الأصلية 43,000.

## كأس العالم لكرة القدم 2002
استضاف ملعب أويتا 3 مباريات خلال كأس العالم 2002.
مباريات الدور الأول
- تونس 1 – 1  بلجيكا
- إيطاليا 1 – 1  المكسيك

مباراة دور الستة عشر
- السويد 0 – 1  السنغال (ب.و.إ)

## وصلات خارجية
- (باليابانية) الموقع الرسمي